# (3759) Piironen
(3759) Piironen (1984 AP) – planetoida z pasa głównego asteroid okrążająca Słońce w ciągu 4,49 lat w średniej odległości 2,72 j.a. Odkryta przez Edwarda Bowella 8 stycznia 1984 roku.